# فال گایز
ساده لوحان: حذف نهایی (به انگلیسی: Fall Guys: Ultimate Knockout، فال گایز: آلتیمیت ناک‌اوت) یک بازی نبرد سلاطین ۲۰۲۰ است که توسط مدیاتونیک ساخته و توسط اپیک گیمز منتشر شده‌است. این بازی در ژوئن ۲۰۱۹ در ای۳ معرفی شد و در ۴ اوت ۲۰۲۰ برای مایکروسافت ویندوز در استیم و پلی‌استیشن ۴ منتشر شد. گیم‌پلی بازی الهام گرفته از بازی‌های دهه ۱۹۸۰، قلعه تاکشی است.
این بازی در ۳۱ خرداد ۱۴۰۱ برای تمام دستگاه ها رایگان شد . بعد از رایگان شدن این بازی موج عظیمی از بازیکن ها به این بازی روی آوردند 

## گیم‌پلی
حداکثر ۶۰ بازیکن در یک بازی در سبک گیم‌پلی نبرد سلاطین شرکت می‌کنند. بازیکنان، به عنوان چهره‌های شبیه ژله، برای کمک به گیم‌پلی، در یک زمین بازی سه بعدی حرکت می‌کنند و حرکات دیگری مانند پریدن، گرفتن یا شیرجه زدن را انجام می‌دهند. هدف این است که با تکمیل موفقیت‌آمیز هر یک از مینی‌گیم‌های تصادفی از پیش انتخاب شده، به مرحله بعدی برسیم. برخی از مینی‌گیم‌ها شامل دویدن به سمت خط پایان در انتهای نقشه هستند، در حالی که برخی دیگر عناصر کار تیمی را اضافه می‌کنند. در هر بازی کوچک، موانع موجود در اطراف نقشه برای پیچیدگی اضافه شده‌است. بازیکنانی که خیلی کند هستند یا نیازهای خاصی برای یک بازی کوچک را ندارند، حذف می‌شوند. در دور نهایی، چند بازیکن باقی‌مانده در یک بازی پایانی با یک بازی کوچک تصادفی طراحی شده برای اندازه بازیکن کوچکتر، در یک مسابقه نهایی به رقابت می‌پردازند. برنده مسابقه آخرین بازیکن ایستاده‌است.
ارز درون بازی مورد استفاده در فال گایز: آلتیمیت ناک‌اوت برای خرید لباس و احساسات برای شخصیت آن‌ها استفاده می‌شود. این بازی از معاملات خرد که امکان خرید ارز اضافی در بازی را دارند پشتیبانی می‌کند. تکمیل یک مسابقه، دو نوع ارز درون بازی، کودوس و تاج را به دست می‌آورد، که برای خرید اقلام کمیاب مشخص استفاده می‌شود. افزایش عملکرد در یک مسابقه، مقادیر بیشتری از ارز درون بازی را به شما پاداش می‌دهد.

### مینی‌گیم‌ها
اکثر گیم‌پلی در بازی فال گایز: آلتیمیت ناک‌اوت از پیوستن به یک مسابقه برای انجام یک سری مینی‌گیم‌ها نشأت می‌گیرد. علاوه بر دور نهایی، که انواع مختلفی از دسته‌بندی‌های اصلی ساخته شده برای گروه کوچکتر از بازیکنان است، مینی‌گیم‌ها به چهار دسته اصلی تقسیم می‌شوند: مسابقه‌ها، بقا، شکار و منطق. بیشتر مینی‌گیم‌ها دارای موانعی هستند که مرتباً عمود بر زمین می‌چرخند، مانند سکوی چرخشی یا یک چکش چرخان بزرگ که به‌طور دائم در آن قرار گرفته‌است. سکوها ممکن است با دنبال کردن فیزیک بازی یا با فروپاشی موقعیت بازیکن را تغییر دهند. برخی از مینی‌گیم‌ها شامل عناصر کار تیمی هستند.
مینی‌گیم‌های مستقر در مسابقه شامل بازیکنانی هستند که به سمت خط پایان می‌روند. هنگامی که تعداد مشخصی از بازیکنان از خط پایان عبور کردند، تمام بازیکنان باقی‌مانده حذف می‌شوند. در طول دوره مانع، موانع بیشمار دائمی در راه هستند و پیشرفت رسیدن به خط پایان را کند می‌کنند. موانع بزرگ در حال حرکت بر خلاف جهت خط پایان دنبال می‌شوند، به‌طور موقت بازیکنانی را که مقابل آن‌ها برخورد می‌کنند متوقف می‌کنند. سیستم عامل‌های تعامل اغلب یک چالش اضافی را برای حرکت در امتداد مسیر مانع ایجاد می‌کنند. نقاط بازرسی در طول دوره مانع وجود دارد تا بازیکنان فرصتی دیگر برای ادامه مسیر مانع فراهم کنند.
در مینی‌گیم‌های مبتنی بر بقا، بازیکنان باید تا زمانی که ممکن باشد تا زمان تحقق شرایط خاص زنده بمانند. بازیکنان اگر به‌طور کامل از مسیر اصلی خارج شوند یا به لجن صورتی بیفتند به‌طور خودکار از بین می‌روند. موانع با گذشت زمان به‌طور منظم به اطراف حرکت می‌کنند یا تغییر می‌کنند. بازیکنان برای جلوگیری از بیرون آمدن از زمین بازی، حرکت می‌کنند یا پرش می‌کنند. IGN مینی‌گیم "Roll Out" را "بازی بقا نورد کلاسیک" توصیف می‌کند که زنده ماندن طولانی مدت در یک دوره مانع مداوم ضروری است، در حالی که آن‌ها مینی‌گیم "Block Party" را به عنوان یک دوره مانع به موقع توصیف می‌کنند. بازیکنان باید از "certain doom" فرار کنند.
در مسابقات تیمی، هر گروه از بازیکنان به‌طور مساوی در گروه‌های مساوی تقسیم می‌شوند و باید با هم کار کنند تا در جهت رسیدن به یک هدف مشترک تلاش کنند. برخی از آن‌ها انواع مینی‌گیم‌های موجود، مانند "Team Tail Tag" هستند که به موجب آن تیم حذف شده تیمی است که در پایان مدت زمان کمترین تعداد دم را دارد. کوتاکو خاطرنشان می‌کند که چگونه ترکیب "کنترل‌های ناامیدکننده گرفتن" و وابستگی هم تیمی‌ها به رفتار متغیر، پیشرفت از طریق مینی‌گیم "Team Tail Tag" را دشوار می‌کند.
هنگامی که تعداد مشخصی از بازیکنان باقی می‌مانند، دور نهایی بازی می‌شود. هر مینی‌گیم دور نهایی با استفاده از عناصر موجود مینی‌گیم‌های از قبل موجود، دارای یک قالب بازی منحصر به فرد است. برنده مسابقه آخرین بازیکن ایستاده‌است.

## توسعه و انتشار
تولید فال گایز در حالی آغاز شد که تیم در مورد پروژه دیگری بحث کرد، در این مرحله یکی از اعضا اظهار نظر پرشوری کرد که به او یادآوری نمایش‌های بازی مانند قلعه تاکشی و وایپ‌اوت را از آن‌جا یادآوری کرد و وی ادامه داد تا برای ساختن یک سند زمین برای آنچه که می‌شود تبدیل به فال گایز شود. این یک ناک‌اوت است، یک بازی که باعث شد شرکت‌کنندگان خود را به پوشیدن لباس‌های با اندازه‌های بزرگ الهام بخشند از این ایده که شخصیت‌ها باید «آن عنصر بودن کاملاً منحصر به فرد، بد را برای کاری که ما می‌خواستیم از آن استفاده کنند» الهام بخشند. طراحی شخصیت‌های واقعی از ظاهر اسباب بازی‌های وینیل الهام گرفته شده‌است.
این بازی در ژوئن ۲۰۱۹ در ای۳ معرفی شد و در ۴ اوت ۲۰۲۰ برای مایکروسافت ویندوز و پلی‌استیشن ۴ منتشر شد. قبل از انتشار، اعلام شد که فال گایز برای اعضای پلی‌استیشن پلاس در بقیه ماه اوت رایگان خواهد بود.
مدیاتونیک اظهار داشت که قصد دارند این بازی را در آینده در اختیار سایر دستگاه‌ها قرار دهند.
مدیاتونیک اعلام کرده هم‌اکنون روی ساخت نسخه نینتندو سوئیچ این بازی کار می‌کند.

## بازخوردها
| گردآورنده | امتیاز |
| --------- | ------ |
| متاکریتیک | 80/100 |

| ناشر                     | امتیاز  |
| ------------------------ | ------- |
| دستراکتید                | 8/10    |
| گیم اینفورمر             | 8.75/10 |
| گیم رولیشن               | [ ۲۶ ]  |
| گیم‌اسپات                 | 7/10    |
| گیمز ریدار+              | [ ۲۷ ]  |
| آی‌جی‌ان                   | 8/10    |
| Jeuxvideo.com            | 15/20   |
| پی‌سی گیمر (ایالات متحده) | 80/100  |
| پی‌سی گیمز                | 8/10    |
| پی‌سی‌گیمزان               | 8/10    |
| پوش اسکوئر               | [ ۱۲ ]  |
| گاردین                   | [ ۳۲ ]  |
| یواس‌گیمر                 | [ ۳۳ ]  |

فال گایز: آلتیمیت ناک‌اوت با توجه به نظر متاکریتیک، بازخوردهای «به‌طور کلی مطلوب» دریافت کرد.
سام باتلر و آشیل پلیز از گیمرهای بازی‌های ویدیویی، ۴٫۵ ستاره را از حد ممکن ۵ امتیاز دادند. آنها ستایش کردند که بازی دارای «تصاویری روشن»، «گیم‌پلی هیجان‌انگیز» و «موسیقی متن عالی» است.
آخر هفته قبل از انتشار در طی بسته شدن بتا، فال گایز به‌طور خلاصه بیشترین تماشای بازی در توییچ و همچنین ششمین بازی پرفروش استیم که در آن برای پیش‌سفارش در دسترس بود قرار گرفت.

### فروش
طی ۲۴ ساعت انتشار، این بازی بیش از ۱٫۵ میلیون بازیکن را به خود جلب کرده‌بود. در ۱۰ اوت ۲۰۲۰، دیولور دیجیتال در حساب توییتر خود اعلام کرد که این بازی ۲٫۰۰۰٫۰۰۰ نسخه در استیم فروخته‌است. در اولین روز انتشار، گزارش شد که سرورهای فال گایز: آلتیمیت ناک‌اوت به دلیل محبوبیت، به طور غیرمنتظره‌ای شلوغ شدند. پس از تکرار مشکلات سرور، سازندگان در صفحه استیم فال گایز: آلتیمیت ناک‌اوت اعلام کردند که «برای تثبیت اتصالات در حالی که بازیکنان در منوی ساخت مسابقه هستند، سخت تلاش می‌کنند تا ظرفیت سرور را افزایش دهند».
در تاریخ ۱۲ اوت ۲۰۲۰، مدیاتونیک اعلام کرده‌بود که اولین به‌روزرسانی اصلی آن‌ها در روز دیگر منتشر خواهد شد، همچنین اعلام کرد که قول می‌دهند محتوای دیگری در آینده اضافه شود.